# نظریه‌های زیبایی‌شناسی
نظریه‌های زیبایی‌شناسی مجموعه ای از مهم‌ترین متون نوشته شده در حوزه زیبایی‌شناسی، در طول تاریخ و از زمان افلاطون تا امروز است.
این کتاب توسط نظریه‌پرداز و استاد زیبایی‌شناسی دانشگاه ییل، مارک فاستر گیج، گردآوری و ویرایش شده‌است. کتاب در مجموع بیست بخش دارد که هر بخش به نوشته‌های یکی از شخصیت‌های اثرگذار حوزه زیبایی‌شناسی اختصاص دارد. همچنین خود فاستر گیج هم به عنوان ویرایشگر در آغاز هر بخش، خلاصه ای از اندیشه‌های مطرح شده در متن‌های اصلی و دلیل انتخاب این متنها ارائه می‌دهد.

## خلاصه
این کتاب با پوشش تاریخ فلسفه زیبایی‌شناسی از یونان باستان تا قرن بیست و یکم در بیست بخش، متن‌های مختلفی از متفکرینی چون افلاطون، ارسطو، ویتروویوس، لئون باتیستا آلبرتی، کانت، ادموند برک، کنراد فیدلر، نیچه، اسکار وایلد، آنری برگسون، کلایو بل، جفری اسکات، والتر بنیامین، ژرژ باتای، سوزان سونتاگ، فردریک جیمسون، الین اسکاری، الکساندر نهاماس، نیک زانگویل، دیوید فریدبرگ و ویتوریو گالسه را در خود جای داده‌است.
در مقدمه کتاب می‌خوانیم:
«گزیده متنهای این کتاب از حوزه‌های مختلف فلسفه، تاریخ هنر، نقد ادبی، معماری، پژوهشهای رنسانس، نظریه انتقادی و عصب شناختی انتخاب شده‌اند. برخی از نوشته‌ها بخشی کامل از یک کتاب یا یک جستار هستند و برخی دیگر با نگاهی موشکافانه از متن‌هایی بیرون کشیده شده‌اند که به نظر بر موضوعی به جز زیبایی‌شناسی متمرکز هستند، ولی با این حال همه این متون بینشهایی عمیق را در مورد اهمیت فرم موردنظر مرتبط به کیفیات و اثرگذاری‌های زیبایی شناسانه خودشان ارائه می‌دهند.»

## ترجمه فارسی
در ترجمه فارسی این کتاب چهار متن دیگر از آلن بدیو، ژاک راسنیر، اسلاوی ژیژک و تیموتی کی. کیسی به کتاب اضافه شده‌است. این کتاب را احسان حنیف به فارسی برگردانده و نشر فکر نو منتشر کرده‌است.